# Liva
Liva – wieś w Estonii, w prowincji Valga, w gminie Põdrala.